# واني (عرف)
واني أو سواراه هو عُرف ثقافي وجد في أجزء من باكستان وأفغانستان والذي بمقتضاه تتزوج فتاة صغيرة ك نوع من العقاب على الجرائم التي ارتكبها أقاربها الذكور. واني هو أحد أشكال زواج الأطفال المرتب ونتيجة العقوبة التي قررها مجلس شيوخ القبائل الذي يدعي جيرجا. هي معروفة أيضاً باسم ساك وسنجتي في مختلف اللغات الإقليمية في الهند. يدعي البعض أنه يمكن تفادي واني إذا وافقت عشيرة الفتاة على دفع المال وهو ما يسمي دييت .
أصبح العرف غير قانوني في باكستان بين عامي 2005 و 2011 ولكنه مستمراً. تتخذ محاكم باكستان التدابير والإجراءات الازمة ضد ممارسة هذا العرف.

## المنطق
يزعم هاشمى وكواكب أن هذه العادة تعود إلى نحو 400 عام، حين نشبت حرب دامية بين قبيلتين من قبائل البشتون في شمال غرب باكستان، أسفرت عن مقتل المئات. لإنهاء الصراع، تدخل نواب الحاكم الإقليمي ودعا شيوخ مجلس الجيرجا من كلا الجانبين للتفاوض. قرر الشيوخ حل النزاع عبر تقديم فتيات من القبيلتين كجزء من عقوبة انتقامية تُعرف بـ "القصاص".  
منذ ذلك الوقت، أصبحت هذه العادة ممارسة شائعة في المناطق القبلية والريفية، حيث تُستخدم الفتيات العذراوات اللاتي تتراوح أعمارهن بين 4 و14 عامًا في زيجات قسرية لتسوية جرائم ارتكبها رجال، بما في ذلك جرائم القتل. يُمارس هذا التقليد المعروف بـ "الدم بالدم" في أقاليم متعددة من باكستان مثل البنجاب والسند وبلوشستان والمناطق القبلية.  
يذكر تقرير اللجنة القانونية الباكستانية أن هذا التقليد يحاول الاستناد إلى مفهوم القصاص في الشريعة الإسلامية، الذي يُعتبر المبرر القانوني لهذا النهج الانتقامي.

## الانتشار
أجبرت 13 فتاة تتراوح أعمارهن بين 4 و 16 سنة في عام 2012 علي الزواج لتسوية نزاع مع ادعاء بالقتل بين عشيرتين من باكستان . تم النظر في القضية من قبل شيوخ القبيلتين بالاشتراك مع أحد أعضاء مجلس الدولة في بلوشستان وقائد جيرجا  طارق ماصوري بوجتي . تتضمن أحكام جيرجا واني وبموجب هذا الحكم يجب تسليم الفتيات في الثالث عشر منهن كزوجات لأعضاء المجموعة المعارضة لجريمة أرتكبها رجل واحد لا يمكن عليه للمحاكمة . تم تنفيذ الحكم ودافع السياسي بوجتي عن ممارسة واني كوسيلة صالحة لتسوية المنازعات.
قد تم الأبلاغ عن العديد من الحالات في عام 2011، على سبيل المثال سلمت فتاة تبلغ من العمر 12 عاماً كزوجة إلي رجل يبلغ من العمر 85 عاماً وفقاَ لعرف واني، بسبب جريمة زعم أن والد الطفلة أرتكبها في عام 2010 شارك سياسي آخر كعضو في جيرجا وحكم لصالح واني. قدمت المحكمة العليا في باكستان إشعارات موتو في عام 2012 للحد منعرف واني.

## في العراق
في نزاعات عشائرية قليلة، تطلب العشيرة المعتدَى عليها من عشيرة المعتدي أن يزوّجوهم امرأة من نساء العشيرة، وتُسمّى هذه المرأة "فصليّة"، وترى العشائر أنّ التعويض بامرأة يُراد به إصلاح ذات بين العشيرتين المتعاديتين، ولا يكون ذلك إلا بالمصاهرة، فتصبح زوجة شرعًا وقانونًا، غيرَ أنّها تُعامل أحياناً معاملة مهينة، ويُعدّ تزويج المرأة تعويضأ عن نزاع عشائري من الجرائم التي يعاقب فاعلها وفق المادة التاسعة من قانون الأحوال الشخصية المرقم 188، ويُعدّ سبيًا برأي لجنة العشائر بالبرلمان العراقي، وأكثر العشائر لا تأخذ النساء تعويضًا بل يطلبون من العشيرة المعتدِية أن تدفع لهم مقدارًا يساوي مهر امرأة. وقد لوحظَت عودة متزايدة إلى التعويض بامرأة منذ 2014.